# Voleibol als Jocs Olímpics d'estiu de 1964
Als Jocs Olímpics d'Estiu de 1964 celebrats a la ciutat de Tòquio (Japó) es disputaren dues proves de voleibol, una en categoria masculina i una altra en categoria femenina. Aquesta fou la primera vegada que aquest esport formava part del programa oficial dels Jocs Olímpics d'Estiu, després de la seva presència per primera vegada en el programa dels Jocs Olímpics d'Estiu de 1924 celebrats a París com a esport de demostració, fet que no ha abandonat mai.
Participaren 179 jugadors, entre ells 111 homes i 68 dones, d'11 comitès nacionals diferents.

## Resum de medalles
| Prova                       | Or | Argent | Bronze |
| Categoria masculina Detalls | Unió SovièticaYuri Chesnokov · Yuri Vengerovsky · Eduard Sibiryakov · Dmitri Voskoboinikov · Vasili Kacharava · Stanislav Lyugailo · Vitali Kovalenko · Yuri Poyarkov · Ivan Bugaenkov · Nikolai Burobin · Valeri Kalachikhin · Georgi Mondzolevsky | TxecoslovàquiaVaclav Smidl · Josef Sorm · Zdenek Humhal · Josef Labuda · Josef Musil · Petr Kop · Milan Cuda · Karel Paulus · Bohumil Golian · Boris Perusic · Pavel Schenk · Ladislav Toman                                              | JapóYutaka Demachi · Tsutomu Koyama · Sadatoshi Sugahara · Naohiro Ikeda · Yasutaka Sato · Toshiaki Kosedo · Tokihiko Higuchi · Masayuki Minami · Takeshi Tokutomi · Teruhisa Moriyama · Yuzo Nakamura · Katsutoshi Nekoda                  |
| Categoria femenina Detalls  | JapóMasae Kasai · Emiko Miyamoto · Kinuko Tanida · Yuriko Handa · Yoshiko Matsumura · Sata Isobe · Katsumi Matsumura · Yoko Shinozaki · Setsuko Sasaki · Yuko Fujimoto · Masako Kondo · Ayano Shibuki                                               | Unió SovièticaAntonina Ryzhova · Astra Biltauere · Ninel Lukanina · Lyudmila Buldakova · Nelli Abramova · Tamara Tikhonina · Valentina Kamenek · Inna Ryskal · Marita Katusheva · Tatyana Roshchina · Valentina Mishak · Lyudmila Gureeva | PolòniaKrystyna Czajkowska · Józefa Ledwig · Maria Golimowska · Jadwiga Rutkowska · Danuta Kordaczuk · Krystyna Jakubowska · Jadwiga Książek · Maria Śliwka · Zofia Szczęśniewska · Krystyna Krupa · Hanna Krystyna Busz · Barbara Niemczyk |

## Medaller
| Posició | País           | Or | Argent | Bronze | Total |
| 1       | Unió Soviètica | 1  | 1      | 0      | 2     |
| 2       | Japó           | 1  | 0      | 1      | 2     |
| 3       | Txecoslovàquia | 0  | 1      | 0      | 1     |
| 4       | Polònia        | 0  | 0      | 1      | 1     |